# César Azpilicueta
César Azpilicueta Tanco, född 28 augusti 1989 i Zizur Nagusia, är en spansk fotbollsspelare som spelar för Atlético Madrid. Han spelade tidigare för Chelsea, men också Marseille och innan dess för Osasuna.

## Klubbkarriär
Den 24 augusti 2012 meddelade Chelsea på sin hemsida att man kommit överens med Marseille om en övergång av Azpilicueta. Han har sedan ankomsten till Chelsea blivit tilldelad smeknamnet "Dave" och ”Azpi”, då hans medspelare hade svårigheter med att uttala hans efternamn.
I juli 2023 värvades Azpilicueta av Atlético Madrid, där han skrev på ett ettårskontrakt. I juni 2024 förlängde Azpilicueta sitt kontrakt med ett år.

## Landslagskarriär
Den 6 februari 2013 gjorde Azpilicueta sin debut i Spaniens A-landslag i en landskamp mot Uruguay.